# تپه ذوالبین
تپه ذوالبین مربوط به هزاره دوم تا است و در شهرستان هشترود، بخش مرکزی، روستای ذوالبین واقع شده و این اثر در تاریخ ۱۲ بهمن ۱۳۸۱ با شمارهٔ ثبت ۷۴۹۷ به‌عنوان یکی از آثار ملی ایران به ثبت رسیده است.